# Parc Nacional de Luangwa Sud
El Parc Nacional del Sud del Luangwa, a l'est de Zàmbia, el més meridional dels tres parcs nacionals de la vall del riu Luangwa, és un refugi de fauna salvatge de renom mundial. Les concentracions de caça al llarg del meandres del riu Luangwa i les seves llacunes es troben entre les més intenses de l'Àfrica. El riu té hipopòtams i cocodrils i ofereix una línia de vida per a una de les majors diversitats d'hàbitats i vida salvatge, donant suport a més de 60 espècies de mamífers i més de 400 espècies d'aus.
Admet grans poblacions de girafa de Thornicroft, i ramats d'elefants i búfals del cap sovint de diversos centenars de caps. És un dels parcs nacionals més coneguts a Àfrica per fer safaris a peu. Fundat com a reserva de caça el 1938, es va convertir en parc nacional el 1972 i ara abasta 9.050 km².
El Parc no està fitat i està vorejat a l'oest per un escarpament abrupte i a l'est pel riu Luangwa. La vall de Luangwa es troba a l'extrem de la cua del sistema de valls del Gran Rift africà, que s'estén 4.000 km des de la mar Roja fins a la desembocadura del riu Pungwe, a Moçambic.
L'Escarpament de Muchinga a les províncies del nord i central forma el límit occidental o nord-oest del parc, que baixa des d'allí fins al riu, que es troba principalment a la riba occidental. La riba oriental del riu es troba a la província oriental i, com que l'accés al parc només és des d'aquest costat, se sol pensar que es troba totalment a la província oriental.

## Història
El conservacionista britànic Norman Carr va influir en la creació del parc nacional del sud de Luangwa. Un home avançat al seu temps, Norman Carr va trencar el motlle del safari de pistes i caça i va crear un turisme basat en la conservació.
Als anys cinquanta, va convèncer el cap de Paramount que deixés de banda una part de la terra tribal com a reserva de caça i va construir el primer camp d'exhibició d'animals de caça obert al públic a Rhodèsia del Nord (actual Zàmbia). Els convidats disparaven amb càmeres i no rifles; així, Luangwa del Sud es va convertir en la llar del safari fotogràfic i recorregut a peu. Els beneficis d'aquest remot i verge camp fotogràfic es van tornar a invertir en la comunitat i va néixer l'ecoturisme a l'Àfrica. Norman Carr Safaris segueix el seu llegat a tota Zàmbia apoderant la comunitat local.

## Antecedents
El parc té dues ecoregions, ambdues sabanes boscoses, distingides per l'arbre dominant: la Sabana arbrada de miombo meridional cobreix els vessants més alts de la vall, mentre que la Sabana arbrada de mopane del Zambezi cobreix el fons de la vall. L'arbre de Mopane tolera les temperatures més altes i les precipitacions més baixes que es troben a les elevacions més baixes que els arbres miombo es troben a l'altiplà més alt. Dins d'aquestes sabanes boscoses hi ha grans extensions de pastures, de manera que es poden trobar herbívors com la zebra i els menjadors de fulles, com la girafa, a les mateixes zones. A la vora del riu es troben hàbitats de praderies inundades (planes inundables), sobre els quals pasturen els hipopòtams durant la nit. El seu fang alliberat al riu fertilitza les seves aigües i sosté la població de peixos que, al seu torn, sosté els cocodrils.
La vall de Luangwa, continuada a l'oest per la vall del riu Lunsemfwa, conté algunes varietats d'animals com ara el wildebeest de Cookson i la zebra de Crawshay, que són endèmiques o gairebé endèmiques a la vall. També representa una barrera natural per a la migració i el transport humà, cap carretera la travessa i això ha ajudat a conservar la seva vida salvatge.Tot i que el parc està generalment ben protegit contra la caça furtiva, els rinoceronts negres del parc van ser esborrats el 1987 i la població d'elefants ha estat en algunes ocasions amb una forta pressió.
L'assentament principal del parc es troba realment fora de la seva frontera oriental a Mfuwe, seu d'un aeroport internacional amb vols a Lusaka, el Baix Zambezi i Lilongwe a Malawi.
Des de 2005, l'espai protegit és considerat com una unitat de conservació del lleó juntament amb el parc nacional del nord de Luangwa.